# Sabingo
Sabingo est une émission de télévision chilienne diffusée sur Chilevisión et présentée par Carolina Mestrovic et César Antonio Campos. Diffusée les samedis et dimanches à 15h00.

## Animateurs
- Carolina Mestrovic (2015-)
- César Antonio Campos (2017-)

Ancien
- Juan Pablo Queraltó (2015)
- Andrés Caniulef (2016)
- Juan José Gurruchaga (2016)

## Panélists
- Gianella Marengo (2016)

## Périodicité
- Octobre 2015 : Diffusée les samedis et dimanches à 19h30.
- Novembre 2015 : Diffusée les samedis et dimanches à 15h00.